# Ford F-Series (dixième génération)
Article principal: Ford F-Series

La dixième génération du Ford F-Series est une gamme de pickups produits par Ford de 1995 à 2004; il a été vendu des années modèles 1997 à 2004. Première refonte complète du F-Series depuis l'introduction de la septième génération en 1980, la dixième génération a reçu un tout nouveau châssis et une refonte complète de la carrosserie.
Dans un changement majeur pour le Ford F-Series, cette génération ne comprenait que le F-150 (et plus tard un F-250 léger); en 1999, les F-250 et F-350 sont passés du F-Series de neuvième génération à la toute nouvelle gamme Ford Super Duty, une extension de la gamme F-Series.
Pour la première fois depuis 1968, Lincoln-Mercury a commercialisé sa propre version du F-Series, Lincoln vendant le Lincoln Blackwood à partir de 2002. Tout en servant à nouveau de base aux SUV de Ford, le Ford Bronco de longue date a été remplacé par le Ford Expedition cinq portes, Lincoln-Mercury introduisant le Lincoln Navigator en 1998.
Durant sa production, la gamme de modèles a été assemblée par plusieurs usines Ford aux États-Unis, au Canada et au Mexique; après son remplacement en 2004, cette génération a été rebaptisée Ford Lobo au Mexique de 2004 à 2010 (quand il a été remplacé par la douzième génération du F-150).

## Développement
Fin 1989, lors du développement d'un lifting de mi-parcours prévu fin 1991 pour l'année modèle 1992, Ford a lancé le programme PN-96 sur une nouvelle plate-forme de pick-up et a désigné Thomas Baughman comme ingénieur en chef. Au milieu des années 1990, Andrew Jacobson a été nommé directeur de la conception pour le programme du pick-up PN-96. En 1991, les designers avaient développé des modèles en argile indicatifs du style d'une voiture, basés sur un nouveau thème de design. Malgré la désapprobation des groupes de discussion envers un style "plus doux", en 1991 et 1992, dans les cliniques de conception des concepts, la direction de Ford a soutenu la philosophie de conception "aéro". Le résultat final de Bob Aikins atteint en novembre 1992 et gelé pour la production en février 1993, a poussé le style aérodynamique plus loin avec un nez arrondi sur le nouveau F-Series. Les mules du PN-96 ont été testées en 1993, avec des prototypes en cours d'exécution à partir de début 1994. La production pilote a commencé en 1995,,,,,,.

## 1997-2004
Étant la première refonte majeure du F-150 depuis fin 1979, le pick-up redessiné a effectué une tournée nationale de 87 arrêts dans les usines Ford et les fournisseurs de pièces externes en octobre 1995, avant sa sortie. Pour créer une anticipation pour le pick-up redessiné, le modèle de 1997 est sorti en janvier 1996 avec les premières campagnes publicitaires diffusées pendant le Super Bowl XXX. En raison du style radical, les cliniques de marketing de Ford ont prédit que les acheteurs de pick-ups traditionnels ne recevraient pas bien le modèle de 1997, radical et semblable à une voiture, alors il a continué à produire et à vendre le modèle de 1996 aux côtés du modèle de 1997 pendant quelques mois.
Une grande variété d'options de carrosserie étaient disponibles : la cabine standard 2 portes avec 2-3 places et le SuperCab 3 portes avec 5-6 places (un SuperCab 4 portes a été disponible après l'année modèle 1999), bennes de 2,4 m et 2,0 m et un choix de bennes Styleside ou Flareside sur les modèles de 2,0 m. Un nouveau Lightning a été introduit en mars 1999, et les éditions Harley-Davidson et King Ranch ont également été créées pour les années modèles 2000 et 2001, respectivement. En 2000, la cabine SuperCrew a été introduite avec quatre grandes portes pour l'année modèle 2001. Un modèle Sport 4x4 a été introduit en 1999. Il comportait le V8 Triton de 5,4 L et des pare-chocs et des boîtiers de rétroviseurs de couleur assortie, et il était disponible en cabine ordinaire et SuperCab en quatre couleurs : blanc, rouge, noir et argent. En 2002, un modèle FX4 a été introduit, qui venait avec des plaques de protection, un cadre en acier au carbone, des amortisseurs Rancho et des roues uniques de 17 pouces en aluminium ainsi que les caractéristiques standard supplémentaires qui étaient en option avec le XLT. En 2003, la finition sportive STX a été introduite, destinée aux jeunes acheteurs de pick-ups. La finition STX comprenait des pare-chocs avant/arrière de couleur assortie, des phares à lentille claire et des phares antibrouillard ronds intégrés. La finition comprenait également des marchepieds chromés, des roues chromées de 17 pouces et une chaîne stéréo Kenwood Z828 a été installée à la place de la radio standard de Ford. Toujours en 2003, une version spéciale, l'"Heritage Edition", avec un écusson spécial a été produite pour marquer le 100e anniversaire des pick-ups Ford, disponible uniquement avec le modèle SuperCab à empattement de 3 531 mm.
Les ventes du F-150 ont bondi dans la dixième génération, passant de 750 000 à plus de 900 000 unités en 2001, les produits de General Motors et Chrysler étant à la traîne. Les ventes de Ford ont toutefois chuté pendant les dernières années de cette génération avec la sortie du Dodge Ram redessiné et du Chevrolet Silverado rafraîchi.
Le nouveau F-150 a été élu pick-up de l'année par le magazine Motor Trend en 1997. Un lifting mineur a été introduit en septembre 1998, avec des mises à jour intérieures mineures pour les modèles de 1999, y compris un groupe d'instruments révisé et une nouvelle conception de panneau de porte pour incorporer la porte supplémentaire. En février 2000, le SuperCrew a été ajouté à la gamme au début de l'AM (Année Modèle) 2001, entrant en production le 13 décembre 1999. Ford a également fabriqué une série limitée de F-150 "Heritage" (différenciés de l'"Heritage Edition" de 2003) avec une carrosserie de 2003 jusqu'en août 2004 en tant que modèles de 2004 pour terminer la production,,.
Cette génération de F-150 a été vendue au Mexique aux côtés du nouveau F-Series de 11e génération jusqu'en 2008. Il n'était disponible qu'en version Regular Cab et XL, tandis que le nouveau modèle était disponible dans plus de versions, en configurations SuperCab et SuperCrew et le nouveau modèle portait le badge Lobo, tandis que l'ancien modèle conservait le nom F-150.

## Groupe motopropulseur
Une nouvelle gamme de moteurs à efficacité améliorée a été proposée à partir de 1997. Un V6 OHV de 4,2 L, basé sur le V6 Essex de 3,8 L de Ford, a remplacé le six cylindres en ligne OHV de 4,9 L, tandis que les V8 SOHC de 4,6 et 5,4 litres ont remplacé les V8 OHV de 5,0 et 5,8 litres. Les V8 de 4,6 et 5,4 litres ont été commercialisés sous le nom de Triton et marquent la première utilisation des moteurs Modular Single Overhead Cam (SOHC) de Ford dans les pick-ups F-Series. La suspension avant indépendante 8.8 de Ford a remplacé l'essieu avant Dana 44, tandis que la suspension arrière indépendante 8.8 de Ford est restée. L'essieu Sterling 9.75 de Ford était également proposé en option dans les versions robustes. En 2000, l'essieu Sterling 10.25 est devenu une option.
| Moteur                         | Années    | Puissance       | Couple  | Notes                   |
| ------------------------------ | --------- | --------------- | ------- | ----------------------- |
| V6 Essex de 4,2 L              | 1997–2004 | 208 ch (153 kW) | 353 N m |                         |
| V8 Triton de 4,6 L             | 1997–2000 | 223 ch (164 kW) | 380 N m |                         |
| V8 Triton de 4,6 L             | 2001–2004 | 234 ch (172 kW) | 397 N m | Performances améliorées |
| V8 Triton de 5,4 L             | 1997–1998 | 238 ch (175 kW) | 447 N m |                         |
| V8 Triton de 5,4 L             | 1999–2004 | 264 ch (194 kW) | 475 N m | Performances améliorées |
| V8 Triton suralimenté de 5,4 L | 1999–2000 | 365 ch (268 kW) | 597 N m | Lightning               |
| V8 Triton suralimenté de 5,4 L | 2001–2004 | 385ch (283 kW)  | 610 N m | Lightning               |
| V8 Triton suralimenté de 5,4 L | 1999–2004 | 345 ch (254 kW) | 576 N m | Harley-Davidson         |

## Finition
- Standard (1998), Work Series (1999-2000), en 2001, ils sont devenus une finition plus basique pour le XL et inclus : Rembourrage en vinyle, banquette, rétroviseurs manuels, roues en acier, câblage pour remorque à 4 broches, fenêtres manuelles, une chaîne stéréo AM/FM avec une horloge et une transmission manuelle.
- XL inclus : Pare-chocs chromés, rétroviseurs manuels, roues stylisées en acier, rembourrage en polyknit (plus tard, en tissu), banquette, fenêtres manuelles, une transmission manuelle ou automatique et une chaîne stéréo AM/FM avec une horloge (et plus tard, un lecteur cassettes).
- XLT ajoute : Roues en aluminium, rembourrage en tissu, vitres arrière teintées, lumière dans la benne de chargement, tachymètre, vitres et serrures électriques avec vitre côté conducteur automatique, une chaîne stéréo AM/FM avec un lecteur cassettes (plus tard, un lecteur monodisque) et une horloge, climatisation, et plus tard, un volant gainé de cuir, une console au pavillon avec boussole et ouvre-garage, essuie-glaces asservis à la vitesse et rétroviseurs électriques.
- Lariat ajoute : Roues en fonte d'aluminium, tapis de sol en moquette, rétroviseurs électriques avec clignotants, siège conducteur à réglage électrique, phares automatiques, sièges garnis de cuir, système de freinage anti-blocage, et plus tard, une transmission automatique, une chaîne stéréo AM/FM avec lecteurs monodisque/cassettes et horloge et une entrée au clavier.
- King Ranch ajoute : Sellerie cuir, sièges chauffants, grand siège au milieu de la banquette arrière et un lecteur 6 disques.

## Sécurité
Cette génération de F-150 a reçu deux notes de cinq étoiles par la National Highway Traffic Safety Administration, en contraste direct avec la note «Mauvais» de l'Insurance Institute for Highway Safety (IIHS) lors du test de choc frontal avec décalage,
Ford a découvert que le régulateur de vitesse de bon nombre de ses pick-ups pouvait prendre feu, car le système de commutation pouvait se corroder avec le temps, surchauffer et s'enflammer. L'allumage a ensuite été imputé à un déversement du maître-cylindre adjacent. Le 5 mars 2007, Ford a rappelé 155 000 pickups et SUV full-size de 2003 pour la pièce défectueuse. Au cours des deux années précédentes, Ford avait rappelé 5,8 millions de véhicules en raison des systèmes de régulateur de vitesse défectueux dans les pickups, les SUV et les fourgonnettes. Ce rappel, l'un des plus grands de l'histoire, a couvert les véhicules des années modèles 1994 à 2002.

## Variantes

### F-250 léger (1997-1999)
Lors de son lancement en janvier 1996, le F-Series PN96 de 1997 n'était proposé qu'en tant que F-150; les F-250 et F-350 ont été produits en tant que modèles de 1996 sur le châssis de la génération précédente. Pour combler l'écart entre le F-150 et les pickups plus lourds, une version PN96 du F-250 léger a été introduite près d'un an plus tard (tout en étant un modèle de 1997), inséré entre le F-150 et le F-250 HD du châssis de la génération précédente. Bien que presque identique, à l'extérieur, au F-150, le F-250 a acquis une capacité de charge accrue grâce à un essieu arrière robuste et à une suspension arrière à nivellement de charge; le F-250 se distinguait par des roues à 7 écrous.
Le F-250 léger PN-96 a été commercialisé de 1997 à 1999, Ford proposant deux générations du véhicule sous la même plaque signalétique. En 1999, le F-250HD et le F-350 ont été remplacés par le F-Series Super Duty; les composants de suspension du F-250 PN-96 ont continué en tant que finition optionnelle "7700" de 2000 à 2003.

### SVT Lightning (1999-2004)
Le Ford SVT Lightning est une version sport/performance du F-150, développé par la division SVT (Special Vehicle Team) de Ford. En 1999, après une interruption de trois ans de la gamme de modèles, la deuxième génération du Lightning a été lancée en utilisant la plate-forme PN96. Comme son prédécesseur de 1993 à 1995, le Lightning était basé sur le F-150; toutes les versions ont été produites avec une cabine ordinaire, une propulsion arrière et une longueur de benne de 2,0 m. Contrairement à son prédécesseur, le Lightning de 1999-2002 a reçu une charge utile de 360 kg (la moitié de la charge utile d'un Ranger); en 2003, le chiffre a été porté à 610 kg.
Alors que le châssis du Lightning de première génération était un hybride des châssis du F-150 et du F-250, pour gagner du poids et réduire son coût, la deuxième génération a adopté le châssis d'origine du F-150. Pour améliorer la maniabilité, alors que la configuration de suspension avant à bras court/long était utilisée, le Lightning a été abaissé de 25 mm avec une barre stabilisatrice de 31 mm; l'essieu arrière plein avec ressorts à lames a été abaissé de 51 mm, à l'aide d'une barre stabilisatrice de 23 mm. Des amortisseurs Monroe ont été utilisés de 1999 à 2001 ; des amortisseurs Bilstein ont été utilisés de 2002 à 2004. À la place des roues de 17 pouces de son prédécesseur, le Lightning de deuxième génération a reçu des roues de 18 pouces avec des pneus directionnels Goodyear Eagle F1 développés pour le pick-up[citation nécessaire].
Le Lightning de deuxième génération était propulsé par un V8 Triton SOHC de 5,4 L équipé d'un compresseur Eaton M112. Lors de son lancement, le Lightning produisait 365 ch (268 kW) et 597 N m de couple, augmenté à 385 ch (283 kW) et 610 N m de couple en 2001. Le V8 suralimenté était associé à une transmission automatique 4R100 de Ford à 4 vitesses avec surmultiplication (partagée avec le V8 de 5,4 L, le V10 de 6,8 L et le moteur Diesel de 7,3 L). De 1999 à 2000, le rapport d'essieu arrière était de 3,55:1, raccourci à 3,75:1 en 2001. La même année, un arbre de transmission en aluminium de 114 mm a remplacé l'unité en acier de 89 mm[citation nécessaire].
Après les révisions de la transmission en 2001, le magazine Car and Driver a testé un Lightning, accélérant de 0 à 97 km/h en 5,2 secondes.
Au cours de sa production, le modèle de 1999-2004 offrait un éventail de couleurs limité. Initialement produit en Bright Red, Black, et White, en 2000, Silver a été présenté. En 2002, True Blue (un bleu très foncé) a été introduit, mais a été remplacé par le Sonic Blue plus clair en 2003, de même que Dark Shadow Gray.
Le Ford SVT Lightning a été fabriqué par Ford Canada dans son usine de pick-ups de l'Ontario à Oakville, Ontario; elle a été fermée en 2004. Particularités spécifiques au Lightning inclus:
- Moteur V8 Triton suralimenté à refroidissement intermédiaire de 5,4 L avec 2 soupapes
- Transmission automatique 4R100 à 4 vitesses modifiée avec verrouillage de surmultiplication
- Différentiel arrière Eaton Detroit Locker
- Refroidisseur de liquide de transmission auxiliaire
- Compresseur Eaton M112
- Système de super refroidissement du moteur
- Batterie robuste
- Carénage avant unique avec phares antibrouillard ronds intégrés
- Calandres supérieures et inférieures uniques
- Déflecteurs d'air avant inférieurs uniques
- Bas de caisse de la cabine et moulures inférieurs uniques
- Roues et pneus uniques
- ABS aux 4 roues / Freins à disque aux 4 roues
- Amortisseurs avant et arrière renforcés

### Lincoln Blackwood (2002)
En 2002, la division Lincoln-Mercury de Ford a présenté le Lincoln Blackwood, le premier pick-up jamais vendu par la marque Lincoln. Mis en production après un accueil positif à un concept car de 1999, le Blackwood était une variante du Ford F-150 SuperCrew introduit en 2001.
Stylé avec le carénage avant du SUV Lincoln Navigator, le Blackwood diverge du F-150 en termes de fonctionnalité. Au lieu d'une benne de ramassage, le Blackwood a reçu une zone de chargement en acier inoxydable bordée de tapis et recouvert d'un tonneau à commande électrique; les panneaux de carrosserie en plastique de la benne du pick-up étaient en bois noir avec des rayures fines. Pour correspondre à la conception en bois simulé de la benne du pick-up, Lincoln a proposé le noir comme seule couleur de carrosserie pour le Blackwood. Partageant son intérieur avec le Navigator, le Blackwood était équipé de quatre sièges (avec une console centrale entre les sièges arrière).
Uniquement équipé d'une propulsion arrière, le Blackwood partageait son V8 de 5,4 litres à 32 soupapes de 304 ch 224 kW) avec le Navigator.